# Symfonie nr. 1 (Bolcom)
Symfonie nr. 1 is een compositie van de Amerikaanse componist William Bolcom.
Bolcom schreef de symfonie tijdens een vijf weken durend verblijf aan de muziekschool te Aspen. Hij kreeg daar les van Darius Milhaud en die vroeg aan elk van zijn leerlingen een stuk voor orkest te schrijven. Bolcom, toen negentien jaar, kwam met een vierdelige symfonie. De stijl van de symfonie is van een componist, die allerlei stijlen door elkaar mengt. Dat zou gedurende het leven van Bolcom eigenlijk niet wijzigen. Wel is het zo dat de stijlen van deze symfonie toch uit de klassieke muziek komen, terwijl in later werk uitstapjes gedaan werden naar de ragtime en jazz.
De vier delen kregen klassieke titels mee:
1. Allegro molto
2. Adagio
3. Tempi di minuetto
4. Allegro.

Milhaud schijnt vooral het tweede deel prachtig te hebben gevonden; het publiek meer deel drie. De eerste uitvoering vond plaats met het studentenorkest in en van Aspen onder leiding van dirigent Carl Eberl en wel op 16 augustus 1957.
Bolcomz schreef het voor klein symfonieorkest:
- 2 dwarsfluiten, 2 hobo’s, 2 klarinetten, 2 fagotten
- 2 hoorns, 2 trompetten, 1 bastrombone
- pauken, percussie, piano
- violen, altviolen, celli, contrabassen